# Dazhangzhuang
Dazhangzhuang (kinesiska: 大张庄, 大张庄镇) är en köping i Kina. Den ligger i storstadsområdet Tianjin, i den norra delen av landet, omkring 19 kilometer norr om stadens centrum. Antalet invånare är 29 900. Befolkningen består av 14 456 kvinnor och 15 444 män. Barn under 15 år utgör 12,0 %, vuxna 15-64 år 78 %, och äldre över 65 år 8,0 %.